# Maoriella ecdema
Maoriella ecdema is een duizendpotensoort uit de familie van de Geophilidae. De wetenschappelijke naam van de soort is voor het eerst geldig gepubliceerd in 1964 door Crabill.